# کاگارچی-بولیاک
کاگارچی-بولیاک (انگلیسی: Kagarchi-Bulyak) یک شهرک در شهرستان شارانسکی استان باشقیرستان کشور روسیه است.